# Leandro Álvarez Rey
Leandro Álvarez Rey (Sevilla, 1960) es un historiador español, especializado en el estudio de la España contemporánea, en especial de Andalucía.

## Biografía
Doctor por la Universidad de Sevilla (1991) (tesis:La derecha en Sevilla durante la II República (1931-1936). Bases sociales, ideología y acción política),  catedrático de la  misma universidad es autor de obras como La derecha en la II Républica: Sevilla, 1931-1936 (Universidad de Sevilla, 1993); La Imagen de España en América, 1898-1931 (Escuela de Estudios Hispano-Americanos, 1994), junto a Rafael Sánchez Mantero y José Manuel Macarro Vera; o Bajo el fuero militar. La Dictadura de Primo de Rivera en sus documentos (1923-1930) (Universidad de Sevilla, 2006); entre otras.
También ha sido editor de Diego Martínez Barrio. Palabra de republicano (2007), una recopilación de textos del republicano Diego Martínez Barrio; Los diputados por Andalucía de la Segunda República (tres volúmenes, 2009-2011); o coordinador de Sindicatos y trabajadores en Sevilla (Universidad de Sevilla, 2000), junto a Encarnación Lemus López; y Andalucía y la Guerra Civil: estudios y perspectivas (2006), entre otras obras.